# Benjamin Herrmann (Filmproduzent)

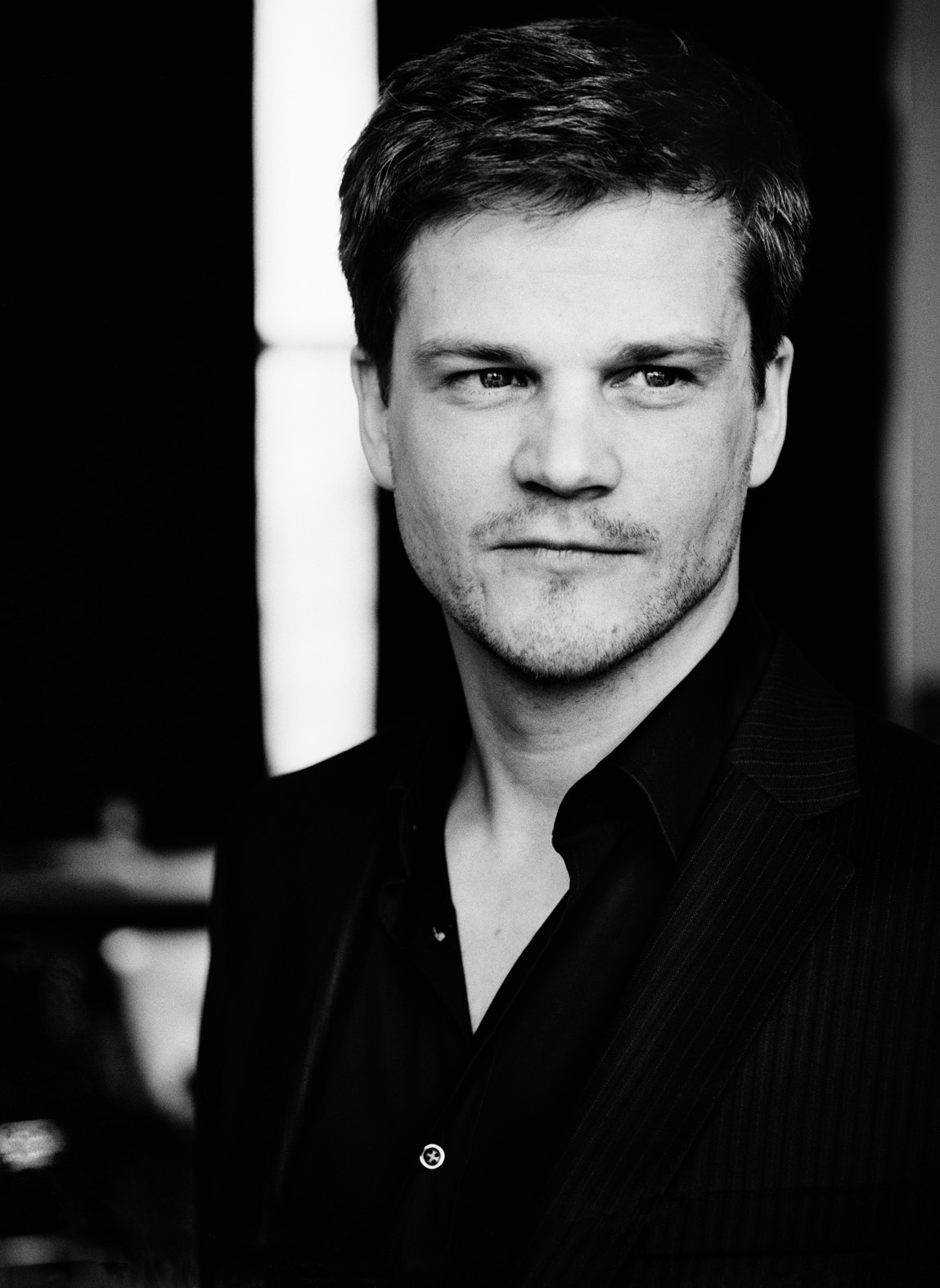
Benjamin Herrmann (2009) (Mathias Bothor)

Benjamin Herrmann (* 1971 in Friedberg (Hessen)) ist ein deutscher Filmproduzent und Filmverleiher.

## Leben
Nach seinem Regie-Studium an der Münchner Hochschule für Fernsehen und Film, wo er 1997 für seinen Abschlussfilm Der große Lacher mit zahlreichen Kurzfilmpreisen ausgezeichnet wurde, wurde er Redaktionsleiter der Abteilung Deutsche Kinofilme & TV-Movies bei ProSieben. Dort produzierte er über 40 Fernseh- und Kinofilme, wie zum Beispiel die Kritiker- und Publikumserfolge Todfeinde von Oliver Hirschbiegel, Tomy Wigands Fußball ist unser Leben oder das mit zwei Adolf-Grimme-Preisen ausgezeichnete Phantom von Dennis Gansel. 1998 wurde er zusätzlich Geschäftsführer der ProSieben-Kinofilm-Produktionstochter SevenPictures, bei der er als Executive Producer für einen der erfolgreichsten deutschen Filme seit 1945, Michael Herbigs Der Schuh des Manitu, verantwortlich war.
2000 wurde Benjamin Herrmann Geschäftsführer der Produktions- und Verleihunternehmen von Senator Film. Erfolgreiche Filme wie Oliver Hirschbiegels Das Experiment, Peter Thorwarths Was nicht passt, wird passend gemacht, Sönke Wortmanns Das Wunder von Bern, Christian Züberts Lammbock und Anno Sauls Wo ist Fred? wurden von ihm (co-)produziert bzw. verliehen. Seine Produktion Merry Christmas von Christian Carion wurde für den Oscar als Bester fremdsprachiger Film nominiert.
2006 gründete er mit Majestic ein neues Unternehmen, das vorrangig deutsche Kinofilme produziert und verleiht. Der erste große Film Majestics, Kirschblüten – Hanami von Doris Dörrie, avancierte mit über 1,1 Mio. Besuchern zum erfolgreichsten Arthouse-Kinofilm des Jahres 2008. Außerdem produzierte und verlieh er Philipp Stölzls Bergsteiger-Drama Nordwand und Florian Gallenbergers John Rabe, für den Herrmann mit dem Deutschen Filmpreis und Bayerischen Filmpreis als Bester Film ausgezeichnet wurde. Anschließend produzierte und verlieh er Sherry Hormanns Wüstenblume nach der Autobiografie von Waris Dirie, erneut mit über 1,1 Mio. Besuchern einer der erfolgreichsten deutschen Filme des Jahres 2009. 2011 kam seine Produktion Tom Sawyer in die Kinos, die knapp 450.000 Besucher erreichte und für den Deutschen Filmpreis als Bester Kinderfilm nominiert wurde. 2012 startete die Fortsetzung, Die Abenteuer des Huck Finn. 2013 verlieh er mit großem Erfolg die Bestsellerverfilmung Feuchtgebiete, die über 1 Mio. Besucher erreichte, sowie 2017 die Agentenkomödie Kundschafter des Friedens, Josef Haders Regiedebüt Wilde Maus und den von Nora Tschirner produzierten Dokumentarfilm Embrace – Du bist schön, der zum bislang erfolgreichsten Event-Start avancierte. 2021 brachte Herrmann gleich zwei der erfolgreichsten deutschen Arthouse-Filme nach der Wiedereröffnung der Kinos nach der Corona-Pandemie heraus: Maria Schraders mit 4 Deutschen Filmpreisen ausgezeichnete melancholische Komödie Ich bin dein Mensch und Torsten Körners Dokumentarfilm Die Unbeugsamen, einer der 5 erfolgreichsten Dokumentarfilme der letzten 5 Jahre, ausgezeichnet mit dem Gilde-Preis der Arthouse-Kinos. 2022 folgte Lars Jessens Verfilmung des Bestsellers von Dörte Hansen, Mittagsstunde – erneut der erfolgreichste deutsche Arthousefilm des Jahres.
2011 übernahm Herrmann die von der Odeon Film gehaltenen Anteile an seinen Majestic-Unternehmen zu 100 %. 2013 produzierte er zusammen mit Florian Gallenberger die Tragikomödie Hin und weg unter der Regie von Christian Zübert, mit Florian David Fitz, Julia Koschitz, Jürgen Vogel, Miriam Stein und Hannelore Elsner in den Hauptrollen. Der Kinofilm Colonia Dignidad – Es gibt kein Zurück mit Emma Watson und Daniel Brühl in den Hauptrollen, erneut unter der Regie von Florian Gallenberger, feierte seine Premiere auf dem Toronto International Film Festival und Benjamin Herrmann wurde erneut für den Besten Film mit dem Bayerischen Filmpreis ausgezeichnet. 2018 kam seine Produktion Grüner wird's nicht, sagte der Gärtner und flog davon mit Elmar Wepper in der Hauptrolle (Regie: Florian Gallenberger) in die Kinos, 2021 folgte die Midlife-Crisis-Komödie Es ist nur eine Phase, Hase von Regisseur Florian Gallenberger mit Christoph Maria Herbst und Christiane Paul.
2023 produzierte Herrmann seine erste Serie, Sexuell verfügbar, nach dem Bestseller seiner Lebensgefährtin Caroline Rosales. Die Serie mit Laura Tonke, Merlin Sandmeyer und Florian Stetter in den Hauptrollen startete am 8. März 2024 in der ARD Mediathek.
Herrmann ist Vorstandsvorsitzender der Deutschen Filmakademie und Mitglied der Europäischen Filmakademie.